# Župnija Vavta vas
Župnija Vavta vas je ena od župnij v dekaniji Novo mesto.
Župnija Vavta vas pokriva zahodni del občine Straža, manjši vzhodni del občine pa je v župniji Prečna. Naselja v župniji Vavta vas so (po abecednem redu):
1. Dolenje Mraševo
2. Drganja sela
3. Jurka vas
4. Potok
5. Prapreče
6. Rumanja vas
7. Straža (zahodni del z Gorenjo Stražo, Seli in Hruševcem)
8. Vavta vas
Poleg župnijske cerkve sv. Jakoba v Vavti vasi sta v župniji še dve podružnici: sv. Marije, Tolažnice žalostnih, na Drganjih Selih in sv. Tomaža, apostola, v Gorenji Straži.
Do 7. aprila 2006, ko je bila ustanovljena škofija Novo mesto, je bila župnija Vavta vas del nadškofije Ljubljana.
Župnija Vavta vas deluje že stoletja, formalno pa je bila ustanovljena, ko je oktobra 1862 ljubljanski knezoškof Jernej Vidmar v župnije povzdignil 45 nekdanjih t.i. župnijskih vikariatov v celotni tedanji ljubljanski škofiji.
To se je zgodilo na podlagi zahteve župnijskega vikarja iz Loškega Potoka, ki je 14. julija 1862 na škofijo naslovil prošnjo za povišanje v župnijo, knezoškof Vidmar pa je očitno status župnije podelil tudi drugim župnijskim vikariatom, saj so dejansko že delovali kot prave župnije.